# Гиневлёвы
Гиневлёвы — два древних дворянских рода:
1. Немецкого происхождения, происхождение фамилии приняли от первовыехавшего, который прозывался Гиневль.
2. Польского происхождения[1][2].

При подаче документов (29 марта 1686) для внесения рода в Бархатную книгу, была предоставлена родословная роспись Гиневлёвых и две царские жалованные грамоты: Василия III Васильевича Михаилу (Михалю) Ильину сыну Гиневлёва на 19 деревень и 2 пустошей в Троицкой волости Костромского уезда (1533) и Ивана IV Васильевича, ему же, на его поместье сельцо Дьяконово с 16 деревнями и 8 починками в Троицкой волости Костромского уезда (1546), с подтверждением Ивана IV его вдове Прасковье и их сыну Григорию (18 января 1547).

## История рода
Родоначальник Михаил Ильич Гиневлёв пожалован поместьями (1533 и 1647) в Костромском уезде, у него жена Прасковья и сын Григорий. Кушник Данилович владел поместьем в Шелонской пятине (1572). Опричником Ивана Грозного числился сын родоначальника Григорий Михайлович Гиневлёв (1573).